# NGC 3267
NGC 3267 est une vaste* galaxie lenticulaire située dans la constellation de la Machine pneumatique.  NGC 3267 a été découverte par l'astronome britannique John Herschel en 1835.

## Caractéristiques
Sa vitesse par rapport au fond diffus cosmologique est de 4 030 ± 40 km/s, ce qui correspond à une distance de Hubble de 59,5 ± 4,2 Mpc (∼194 millions d'al).

## Groupe de NGC 3271
NGC 3267 est un membre du groupe de NGC 3271 qui est en fait un trio de galaxies. Le troisième membre du trio est NGC 3269. NGC 3267 fait partie de l'amas de la Machine pneumatique, qui se trouve à environ 40,7 méga parsecs (132,7 millions d'années-lumière) de distance.